# 1970 en sport automobile
Chronologie du Sport automobile
1969 en sport automobile - 1970 en sport automobile - 1971 en sport automobile

## Les faits marquants de l'année1970enSport automobile
- Jochen Rindt remporte le Championnat du monde de Formule 1 au volant d'une Lotus-Ford.
- Hannu Mikkola et Gunnar Palm remportent le rallye Londres-Mexico (près de 26 000 km) à bord de la Ford Escort Mk1 FEV 1H.

## Par mois

### Mars
- 7 mars : Grand Prix automobile d'Afrique du Sud.
- 22 mars : Race of champions

### Avril
- 19 avril (Formule 1) : Grand Prix automobile d'Espagne.
- 26 avril : BRDC International Trophy

### Mai
- 10 mai (Formule 1) : Grand Prix automobile de Monaco.
- 30 mai : 500 miles d'Indianapolis.

### Juin
- 7 juin, (Formule 1) : Grand Prix automobile de Belgique.
- 13 juin : départ de la trente-huitième édition des 24 Heures du Mans.
- 14 juin : victoire de Hans Herrmann et Richard Attwood aux 24 Heures du Mans.
- 21 juin (Formule 1) : Grand Prix automobile des Pays-Bas.

### Juillet
- 5 juillet (Formule 1) : victoire de l'autrichien Jochen Rindt sur une Lotus-Ford au Grand Prix automobile de France.
- 18 juillet (Formule 1) : Grand Prix automobile de Grande-Bretagne.

### Août
- 2 août (Formule 1) : Grand Prix automobile d'Allemagne.
- 16 août (Formule 1) : Grand Prix automobile d'Autriche.

### Septembre
- 6 septembre (Formule 1) : Grand Prix automobile d'Italie.
- 20 septembre (Formule 1) : Grand Prix automobile du Canada.

### Octobre
- 4 octobre (Formule 1) : Grand Prix automobile des États-Unis.
- 23 octobre : à Bonneville Salt Flats, Gary Gabelich établit un nouveau record de vitesse terrestre : 1 014,52 km/h.
- 25 octobre (Formule 1) : Grand Prix automobile du Mexique.
- 28 octobre : pour la première fois, un véhicule dépasse les 1 000 km/h : la Blue Flame de Gary Gabelish, alimentée au peroxyde d'hydrogène et gaz naturel. Le record est officialisé sur les plages du Grand Lac Salé[1].

## Naissances
- 24 février : Jason Watt, pilote automobile danois.
- 19 mars : Michael Krumm, pilote automobile allemand.
- 12 avril : Laurent Verhoestraete, pilote  de rallyes belge.
- 24 avril : 
  - Jean-Philippe Belloc, pilote automobile français.
  - Jean-Philippe Dayraut, pilote automobile français.
- 23 mai : Bryan Herta, pilote automobile américain ayant couru en Champ Car et en IndyCar Series.
- 22 juillet : Craig Baird, pilote automobile néo-zélandais.
- 6 octobre : Fredrik Ekblom, pilote automobile suédois.
- 14 octobre : João Luz, copilote de rallye et de Tout-terrain portugais.
- 11 novembre : Laurent Terroitin, pilote automobile de rallycross français, triple Champion de France.
- 20 novembre : Juan Pablo Raies, pilote de rallyes argentin.
- 30 novembre : Horst Felbermayr, Jr., pilote automobile autrichien.

## Décès
- 15 février : Frank Clement, pilote de courses automobiles anglais. (° 15 juin 1888).
- 2 juin : Bruce McLaren, 32 ans, pilote automobile néo-zélandais, qui disputa 98 Grands Prix de Formule 1 de 1958 à 1970. (° 30 août 1937).
- 30 juin : Kelly Petillo, pilote automobile américain, vainqueur des 500 miles d'Indianapolis. (° 5 décembre 1903).
- 5 septembre : Jochen Rindt, 28 ans, pilote autrichien de Formule 1, champion du monde à titre posthume en 1970. (° 18 avril 1942).
- 22 novembre : Casimiro de Oliveira, pilote automobile sur circuits portugais, (° 8 septembre 1907).